# Kanal Hjälmare
Kanal Hjälmare riječni je kanal koji povezuje jezero Hjälmaren s rijekom Arbogaån preko koje se dolazi do jezera Mälaren. Kanal je kopan 1623. – 1639. godine s ciljem olakšavanja prijevoza željeza, žitarica i drva između Bergslagena i Stockholma te Baltičkog mora. Hjälmare je najstariji iskopani plovni put u Švedskoj.

Dug je ukupno 13 700 metara, od čega je iskopani dio kanala dug 8500 metara. Ukupna visina pada mu je 22 metra kroz devet ručno upravljanih prevodnica raspoređenih na pet mjesta. Najveća dopuštena duljina za čamce je 30 metara, najveća dopuštena dubina je 1,95 metara, a najveća dopuštena visina nema ograničenja. Najveća dopuštena brzina kroz kanal je 5 čvorova.

## Prevodnice i mjesta uz kanal
S juga prema sjeveru:
- Prije potonuća, Notholmen je bio otok u Notholmsvikenu u Hjälmarenu, ali sada je naziv za dvije farme koje se tamo nalaze i prevodnicu s visinom dizanja od oko 0,2 metra, koja se nalazi neposredno nakon ulaza u kanal.
- Kvarnsjön u župi Säterbo.
- Prevodnica Åttan, oko 2,5 metara visine dizanja, sjeverno od Kvarnsjöna.
- Dok Hjälmare, suhi dok uz kanal. Ovdje je nekada bilo brodogradilište i pristanište za popravke. Danas je skladište za rekreacijske brodove. Uz samo pristanište živi oko 25 ljudi.
- Prevodnice Hällby, tri prevodnice ukupne visine dizanja od približno 8,5 metara. Smatraju se središtem kanala. (Prevodnica se ponekad naziva „dok-prevodnica” jer leži usporedno s dokom Hjälmare.)
- Säby, dvije prevodnice s ukupnom visinom dizanja od približno 5 metara.
- Gravudden, dvije prevodnice s ukupnom visinom dizanja od približno 5 metara. Ovdje se kanal ulijeva u rijeku Arbogaån.

## Povijest
Prvi je kanal Hjälmare kopan 1629. – 1639. na inicijativu kralja Gustava II. Adolfa kao dio kanala Karla IX., a isprva se nazivao Sustav prevodnica Hjälmare. Protezao se kroz jezera Värhultasjö, Lillsjö, Långsjö, Kroksjö i Hafsjöarna. Bio je dubok ukupno 3 stope, odnosno 0,9 m.
Kanal se preiskopavao između 1642. i 1672. te 1691. i 1701. godine. Treći se puta dubina kanala povećala na 8 stopa, tj. 2,4 metra, ali je zapravo vjerojatno bila nešto dublja od metra. Između 1770. i 1776. provela se pomnija prerada kanala. Potreba za četvrtom preradom nikla je iz učestalih popravaka zbog loše konstrukcije, što je ograničilo kapacitet kanala.
Ostatci staroga kanala i danas se mogu vidjeti zapadno od trenutnog položaja. Zaštićeni su kao nepokretna baština pod švedskim zakonom o kulturnim znamenitostima.
Između 1819. i 1830. godine kanal je opet iskopan nanovo pod vodstvom Baltzara von Platena (1766. – 1829.) te je to ujedno i ruta kanala koja je zadržana do danas. Isplanirana je tako da kanal prolazi kroz više brda, a manje jezera. Sjeverni dio kanala zbog toga prolazi između Arbogaåna i Kvarnsjöna te između Kvarnsjöna i Långsjöna, orijentiran istočno. Južni dio kanala, onaj bliže jezeru Hjälmaren, zadržao je izvornu rutu. Nova je ruta ukupno duga nešto više od pet kilometara, a cijeli je kanal u finalnom obliku dobio znatno veći kapacitet.